# Charles B. Mintz
Pour les articles homonymes, voir Mintz.
Charles B. Mintz (5 novembre 1889 - 4 janvier 1939) était un producteur et distributeur de film américain. Il est surtout connu pour avoir pris le contrôle des studios Winkler Pictures, propriétés de sa femme Margaret J. Winkler après leur mariage en 1924. À la tête de ce studio il s'appropria la série d'animation de Walt Disney Oswald le lapin chanceux en février 1928 et se lança dans la production avec son beau-frère George de films faisant suite à ceux de Disney.  
Après avoir perdu le contrat d'Oswald, repris par Walter Lantz, Mintz se réorienta vers un autre studio distribué par les studios Winkler, le studio Krazy Kat, lequel a été ensuite rebaptisé Screen Gems lorsqu'il fut racheté par Columbia Pictures
Mintz fut nommé deux fois aux Oscars du cinéma pour le meilleur sujet de dessins animés court métrage dans les années 1930.